# Manihot peltata
Manihot peltata är en törelväxtart som beskrevs av Johann Baptist Emanuel Pohl. Manihot peltata ingår i släktet Manihot och familjen törelväxter. Inga underarter finns listade i Catalogue of Life.

## Bildgalleri

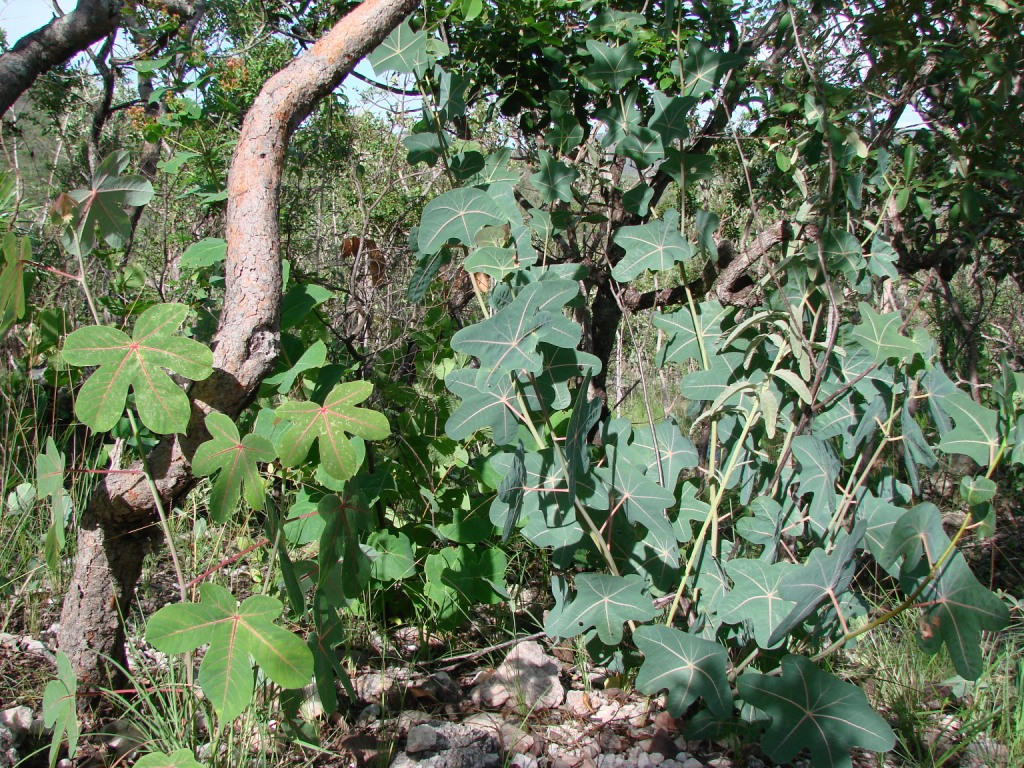
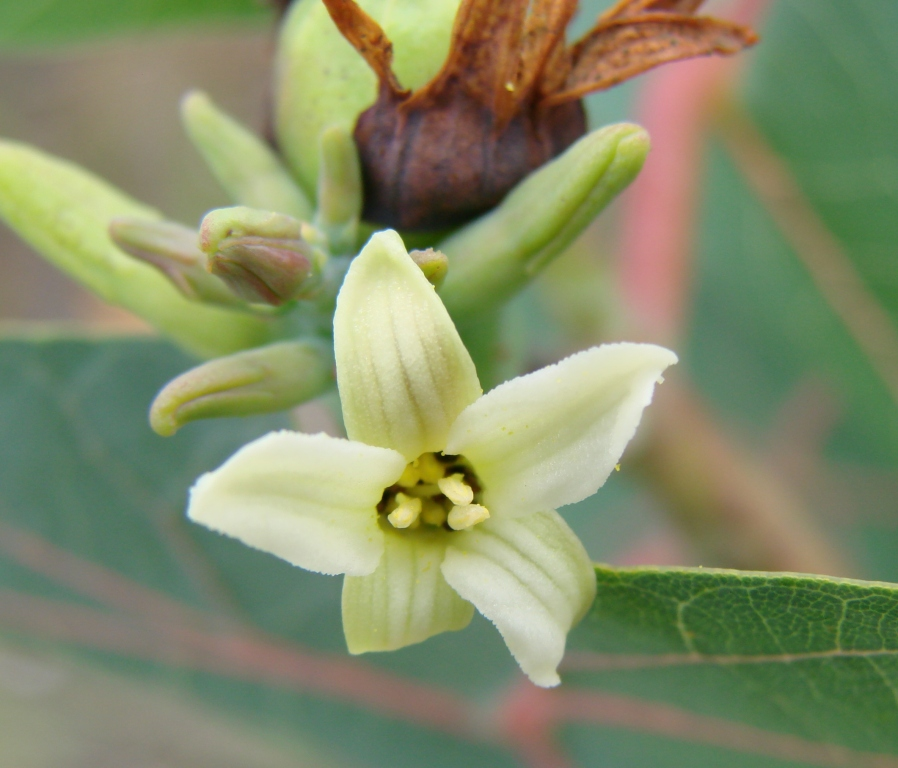